# Velyka Novossilka
Velyka Novossilka (en ukrainien : Вели́ка Новосі́лка, en russe : Вели́кая Новосёлка ; litt. « grand (honorifique) nouveau petit village ») est une commune urbaine du raïon de Volnovakha dans l'oblast de Donetsk, en Ukraine. Elle était le centre administratif du raïon de Velyka Novossilka (ru) qui a disparu en 2020 avec la réforme administrative de l'Ukraine.

## Géographie
La ville se trouve dans les confins ouest de l'oblast de Donetsk, et est bordée à l'ouest par la rivière Mokri Yaly, et à l'est par la rivière Kachlahatch, qui toutes deux appartiennent à la partie orientale du bassin versant du fleuve Dniepr.

## Histoire
La ville a été fondée en 1779 par des émigrés venu de Crimée ; elle a porté, en partie le nom de Ozenbach.

### Bataille de Velyka Novossilka
Dans le cadre de l'invasion de l'Ukraine par la Russie en 2022, de nombreux combats eurent lieu autour de la ville. Plusieurs fois bombardée, la ville voit plusieurs bâtiments détruits et des pertes civiles. La localité constitue l'un des points les plus importants de la ligne de défense Ukrainienne dans le sud du pays. Elle est en effet fortement fortifiée, au même titre que Vouhledar, Kourakhove ou Avdiivka.
La chute de la forteresse de Vouhledar au 1er octobre, 45 km plus à l'est, ouvre les flancs de la ville et réactive cette partie du front. 
Le 24 novembre 2024, les forces russes ont commencé à prendre d'assaut  Velyka Novossilka. L'assaut principal se concentre sur le village de Rozdol'ne, plus au nord, traversé par l'axe T0518, principal axe de ravitaillement de la garnison. Le village tombe le 29 novembre.
Au 1er décembre 2024, une offensive blindée russe leur permet de couper les axes T0518 et O0509, qui étaient jusque-là utilisés pour ravitailler la garnison, et de s'emparer du village de Novyi Komar, ne laissant plus qu'une voie, à l'ouest de la localité et située à quelques centaines de mètres des lignes russes, pour approvisionner les défenseurs. La situation semble donc critique pour l'armée ukrainienne.
Le 3 décembre, l'armée russe a mené une offensive au sud de la localité, et pris le contrôle du village de Blahodatne. Le lendemain, le 4 décembre 2024, une contre-offensive ukrainienne leur permet de reprendre le village de Novyi Komar, donc de reprendre le contrôle de l'axe O0509. 
Le 15 décembre, une offensive blindée russe accompagnée de plusieurs éléments d'infanterie a permis à l'armée assaillante de reprendre le contrôle de la partie sud du village de Novyi Komar, coupant à nouveau l'axe O0509. Au même moment, plusieurs offensives ont mené à la capture de près de 7km² de terrain sur les flancs de Velyka Novossilka par l'armée russe. Plus au sud, des offensives partant des villages de Blahodatne et Rivnopil' ont mené au quasi-encerclement du village de Makarivka dans lequel se trouvaient encore quelques éléments de l'armée ukrainienne. le village tombe finalement au mains de l'armée russe le 23 décembre, après avoir été totalement encerclé.  
Au 26 décembre, plusieurs éléments de l'armée russe sont bombardés sur l'axe reliant Velyka Novossilka et Novovasylivs'ke, dernier axe de ravitaillement de la garnison. Bien que cela n'indique pas forcément la capture de l'axe (annoncé comme disputé par DeepStateMAP au 27 décembre), cet événement présage tout de même la probable prise de contrôle de celui-ci par l'armée russe dans les jours à venir. Si l'axe venait à être coupé, la garnison serait alors privée de tout ravitaillement, ce qui rendrait la défense de la ville presque impossible.  
A partir du 12 janvier 2025, l'armée russe lance de nombreux assauts a l'Ouest, au Sud et au Nord-Est de la forteresse. Ces assauts mènent à la capture des 2/3 du village de Neskoutchne au sud de la localité, au centre duquel un drapeau russe est hissé le 13 janvier.   
Le 15 janvier 2025, une offensive de l’infanterie russe permet de capturer le reste du village de Neskoutchne ainsi que d’entrer dans le village limitrophe de la ville de Velyka Novossilka de Vremivka et de prendre le contrôle d’environ 90% de celui-ci, coupant le dernier axe permettant à la garnison de quitter la ville ou de recevoir du ravitaillement. Les défenseurs ukrainiens sont alors de facto encerclés, étant donné que l’armée russe contrôle les positions au Nord, au Sud et a l’Est de la ville, tandis que tout repli par l’Ouest est rendu impossible par la rivière Mokri Yaly qui n’est traversée par aucun pont sous contrôle ukrainien.    
Le 19 janvier, l'armée russe mène de nombreuses offensives d'infanterie sur les flancs Est et Sud de la ville, capturant près de 8km² de terrain autour de la localité. L'offensive Est permet à plusieurs éléments d'infanterie de pénétrer dans Velyka Novossilka, marquant ainsi les premiers combats urbains au sein même de la ville.      
La ville est finalement capturée par l'armée russe le 26 janvier 2025, ce qui marque la fin de la Bataille de Velyka Novossilka et du contrôle ukrainien sur la localité.
Le 26 janvier, la 110e brigade mécanisée signale que les forces ukrainiennes ont réussi à retirer certaines troupes pour éviter l’encerclement à Velyka Novossilka dans l'oblast de Donetsk, mais que les combats autour de la ville se poursuivaient. La brigade a ajouté que bien que les forces russes soient susceptibles de capturer la colonie, il leur sera difficile de poursuivre l'offensive car la rivière Mokri Yaly est un obstacle à l"avancée russe. De plus, les Russes se sont retrouvés dans une « poche de feu » vulnérable. « Chaque mouvement a été réprimé par des missiles et des drones »